# Melissodes bimaculata
Melissodes bimaculata es una especie de abeja del género Melissodes, tribu Eucerini, familia Apidae. Fue descrita científicamente por Lepeletier en 1825.

## Descripción
Los machos miden 11-13 milímetros de longitud y las hembras 13-15 milímetros.

## Distribución
Se distribuye por América del Norte y del Sur.